# Статуя Махатмы Ганди (Сан-Франциско)
Бронзовая скульптура Махатмы Ганди в Сан-Франциско выполнена Златко Пауновым и Стивеном Лоу. Установлена в 1988 году на городской площади к юго-востоку от паромного вокзала Сан-Франциско. Скульптура высотой 8 футов воздвигнута на блок с табличкой и является даром городу от Международного фонда памяти Ганди.

## Принятие
Статуя была открыта Артом Агносом, мэром Сан-Франциско, 3 октября 1988 года. В 1990 году подобная статуя, выполненная теми же скульпторами, Пауновым и Лоу, была установлена под баньяновым деревом в парке Капиолани в городе Гонолулу.
Постоянный сотрудник американского кабельного телеканала MSNBC Крисс Роддел написал, что скульптура Ганди, «известного вегетарианца», хорошо дополняет городскую площадь, на которой каждую неделю работают фермерские рынки.
В 2010 году группа Organization for Minorities of India, сформировавшаяся в знак протеста против угнетения индийских меньшинств, потребовала снести скульптуру, заявляя, что Ганди был расистом, «таившим насильственные побуждения» («who harbored violent urges»).
Скульптура периодически становится объектом вандализма; наиболее часто крадут очки, также известно несколько случаев, когда вандалами были поломаны и другие части скульптуры.

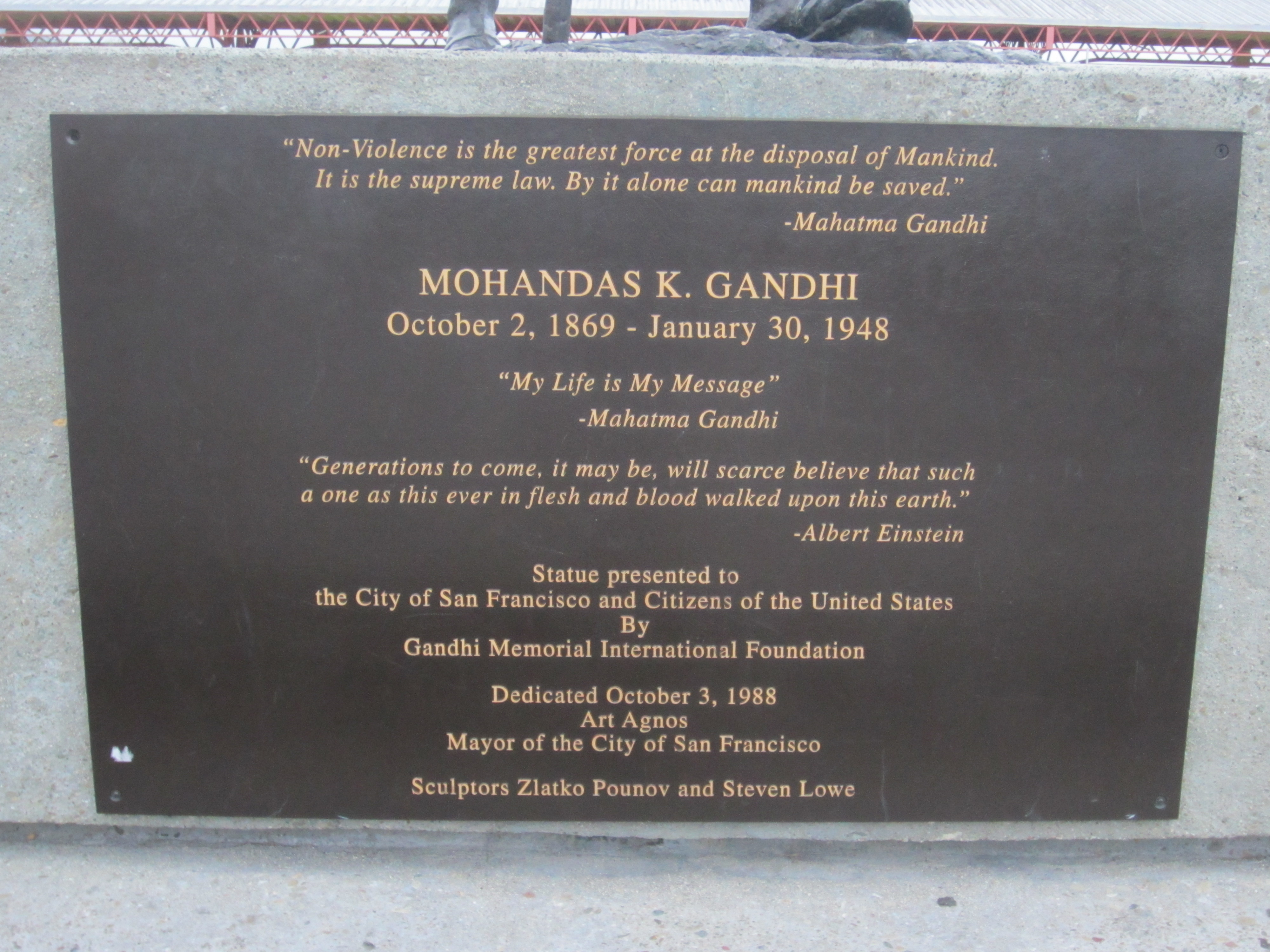
Табличка
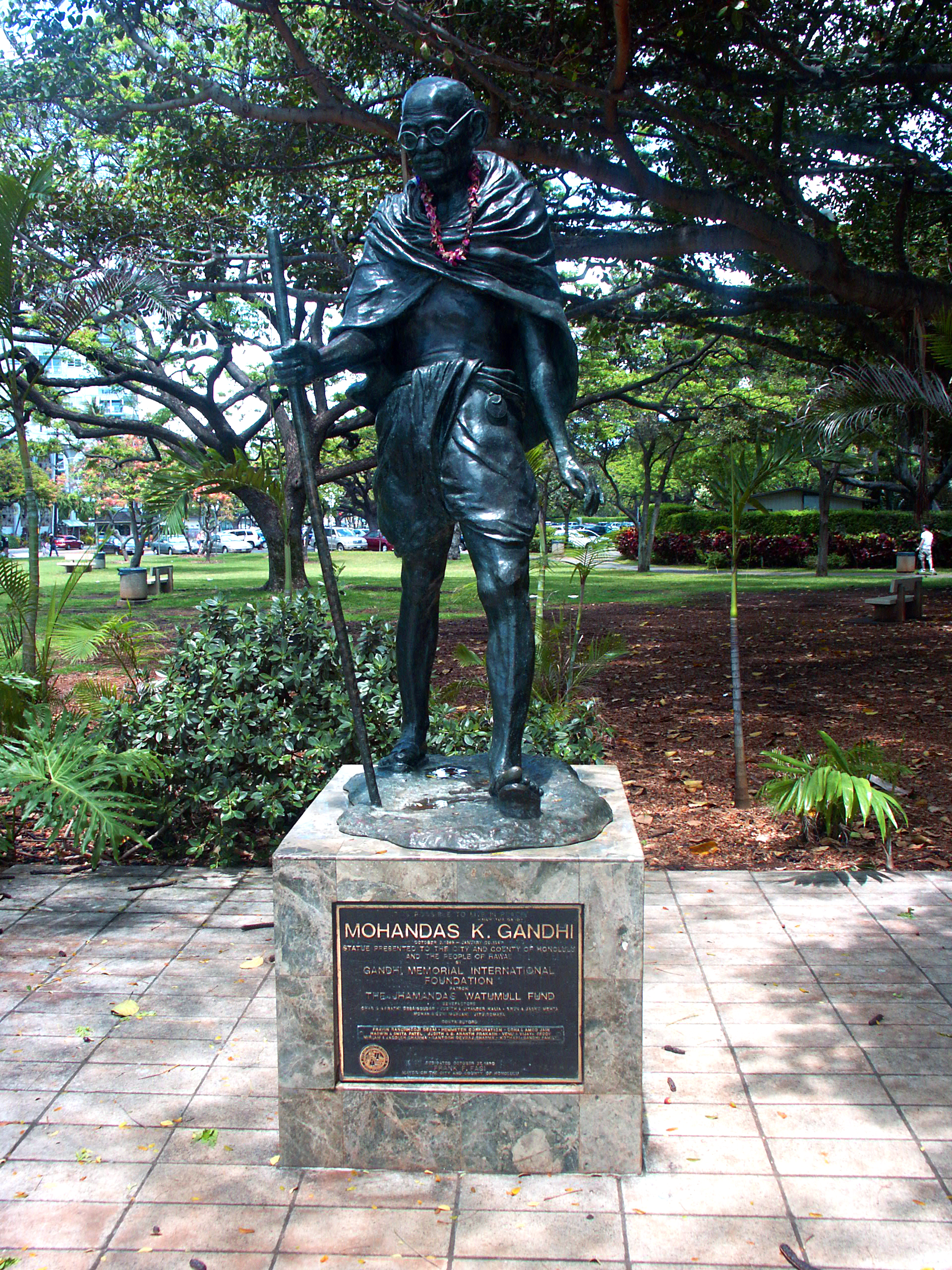
Статуя Ганди, выполненная Пауновым и Лоу на Гавайях